# Uri Caine
Uri Caine (n. 8 de Junho de 1956 em Filadélfia) é um pianista e compositor de música clássica e de jazz estadunidense.
Uri Caine iniciou os estudos de piano aos sete anos de idade e teve lições com o pianista francês de jazz Bernard Peiffer aos 12. Estudou na Universidade da Pensilvânia tendo por tutor George Crumb. Adquiriu familiaridade com a música clássica e trabalhou como pianista de jazz em Filadélfia.
Músico profissional em 1981, grava em 1985 com a banda Rochester-Gerald Veasley. Na década de 1980 foi viver para Nova Iorque. Surgiu num álbum de música klezmer com Mickey Katz e tocou com Don Byron. 
Caine, que tem gravados 16 álbuns, é muito apreciado pelas suas eclécticas e inventivas interpretações do reportório clássico. O seu tributo em versão jazz Gustav Mahler gravado em 1997 recebeu um prémio da Sociedade Alemã Mahleriana, embora tenha havido polémica devido ao conservadorismo de alguns membros do júri . Caine também trabalhou nas Variações Goldberg de Bach, nas Variações Diabelli de Beethoven, bem como reinterpretou diversas obras de Wagner e Mozart.